# Sakoïra
Sakoïra (auch: Sakouara) ist eine Landgemeinde im Departement Tillabéri in Niger.

## Geographie
Sakoïra liegt am Strom Niger in der Sahelzone. Die Nachbargemeinden sind Anzourou und Bibiyergou im Norden, Ouallam und Tondikiwindi im Osten, Kourteye im Süden sowie Sinder und Tillabéri im Westen.
Bei den Siedlungen im Gemeindegebiet handelt es sich um sieben Dörfer, 67 Weiler und vier Lager. Der Hauptort der Landgemeinde ist das Dorf Sakoïra. Es liegt auf einer Höhe von 202 m. Ein weiteres großes Dorf im Gemeindegebiet ist Diambala.

## Geschichte
Im 19. Jahrhundert litt Sakoïra unter Raubzügen der Zarma aus N’Dounga. Der Ort gelangte 1899 als Teil des neu geschaffenen Kreises Sinder unter französische Militärverwaltung. Im Jahr 1905 wurde Sakoïra dem Militärterritorium Niger angeschlossen, aus dem die französische Nigerkolonie und schließlich 1960 die unabhängige Republik Niger hervorging.
Bei Untersuchungen in den 1970er und 1980er Jahren wurde bei vielen Menschen im Hauptort ein Befall mit der Saugwürmer-Art Schistosoma haematobium festgestellt: Die Prävalenz betrug im 69 Prozent bei den 5- bis 19-Jährigen im Jahr 1974 sowie 68,8 Prozent bei der Gesamtbevölkerung und 75 Prozent bei den 5- bis 14-Jährigen im Jahr 1986. Die Landgemeinde Sakoïra entstand als Verwaltungseinheit bei einer landesweiten Verwaltungsreform im Jahr 2002. Dabei wurde das Territorium des Kantons Tillabéri/Sakoïra auf die Gemeinden Sakoïra, Bibiyergou und Tillabéri aufgeteilt. Bei Überschwemmungen im Jahr 2008 wurden mehrere Häuser und Hütten zerstört und Felder überflutet. 784 Einwohner wurden als Geschädigte eingestuft. Bei Überschwemmungen Mitte August 2011 wurden rund 555 Hektar landwirtschaftliche Nutzflächen überflutet.

## Bevölkerung
Bei der Volkszählung 2012 hatte die Landgemeinde 26.776 Einwohner, die in 3690 Haushalten lebten. Bei der Volkszählung 2001 betrug die Einwohnerzahl 20.186 in 2604 Haushalten.
Im Hauptort lebten bei der Volkszählung 2012 4790 Einwohner in 646 Haushalten, bei der Volkszählung 2001 3747 in 485 Haushalten und bei der Volkszählung 1988 3882 in 532 Haushalten.
Im Hauptort gehören 90 % der Volksgruppe der Zarma an, daneben leben unter anderem Tuareg, Fulbe und als Händler zugezogene Hausa in der Gemeinde.

## Politik
Der Gemeinderat (conseil municipal) hat 11 gewählte Mitglieder. Mit den Kommunalwahlen 2020 sind die Sitze im Gemeinderat wie folgt verteilt: 4 MNSD-Nassara, 4 PNDS-Tarayya, 1 ANDP-Zaman Lahiya, 1 MODEN-FA Lumana Africa und 1 PJP-Génération Doubara.
Jeweils ein traditioneller Ortsvorsteher (chef traditionnel) steht an der Spitze von drei Dörfern in der Gemeinde.

## Wirtschaft und Infrastruktur
Die Gemeinde liegt in einer Zone, in der Regenfeldbau betrieben wird. Sakoïra ist ein Zentrum des Zwiebelanbaus, der vor allem von Frauen praktiziert wird. Die Landwirtschaft ist die Hauptbeschäftigung der Bevölkerung. Von Bedeutung ist zudem die saisonale Arbeitsmigration ins Ausland. Sie wird von der Hälfte der männlichen Hauptort-Bevölkerung im Alter zwischen 18 und 45 Jahren praktiziert. Ihre wichtigsten Destinationen sind Ghana, Lomé, Benin, die Elfenbeinküste und Gabun.
In Sakoïra gibt es mehrere Wochenmärkte. Der Markttag im Hauptort ist Montag, der bedeutendste Wochenmarkt wird jedoch im Dorf Bonféba abgehalten. Gesundheitszentren des Typs Centre de Santé Intégré (CSI) sind im Hauptort sowie in den Siedlungen Bonféba, Diambala und Namari Gougoun vorhanden. Der CEG Sakoïra ist eine allgemein bildende Schule der Sekundarstufe des Typs Collège d’Enseignement Général (CEG). Beim Centre de Formation aux Métiers de Sakoïra (CFM Sakoïra) handelt es sich um ein Berufsausbildungszentrum. Ein Bürgerradio im Hauptort sendet in einem Umkreis von 30 Kilometern.
Durch Sakoïra verläuft die Nationalstraße 1, die den Ort mit der Hauptstadt Niamey im Süden und der Staatsgrenze zu Mali im Norden verbindet.

## Persönlichkeiten
- Abdoulaye Mounkaïla (* 1955), Offizier